# Kabinett Krišto
Das Kabinett Krišto bildet seit dem 25. Januar 2023 die Regierung von Bosnien und Herzegowina. Es wurde nach den Wahlen in Bosnien und Herzegowina 2022 gebildet.

## Kabinettsmitglieder
| Amt | Bild   | Name                                | Partei  |
| --- | ------ | ----------------------------------- | ------- |
| Präsidentin des Ministerrats von Bosnien und Herzegowina                                                       |        | Borjana Krišto                      | HDZ BiH |
| Vizepräsident des Ministerrats von Bosnien und Herzegowina Minister für Außenhandel und Wirtschaftsbeziehungen |        | Staša Košarac                       | SNSD    |
| Vizepräsident des Ministerrats von Bosnien und Herzegowina Minister für Verteidigung                           |        | Zukan Helez                         | SDP     |
| Ministerin für Zivile Angelegenheiten                                                                          |        | Dubravka Bošnjak                    | HDZ BiH |
| Minister für Auswärtige Angelegenheiten                                                                        |        | Elmedin Konaković                   | NiP     |
| Minister für Kommunikation und Transport                                                                       |        | Edin Forto                          | NS      |
| Minister für Menschenrechte und Flüchtlinge                                                                    |        | Sevlid Hurtić                       | BHZ     |
| Minister für Finanzen und Schatz                                                                               |        | Zoran Tegeltija (bis 15. Juni 2023) | SNSD    |
| Minister für Finanzen und Schatz                                                                               |        | Srđan Amidžić (ab 15. Juni 2023)    | SNSD    |
| Minister für Justiz                                                                                            |        | Davor Bunoza                        | HDZ BiH |
| Minister für Sicherheit                                                                                        |        | Nenad Nešić (bis 23. Januar 2025)   | DNS     |
| Minister für Sicherheit                                                                                        | vakant |                                     |         |